# دينيس هيرمان
دينيس هيرمان (مواليد 20 ديسمبر 1988) هي لاعبة تزلج ريفي وبياثلون ألمانية.فازت بالميدالية البرونزية في أولمبياد 2014.

## وصلات خارجية
- دينيسي هيرمان على موقع IBU (الإنجليزية)
- دينيسي هيرمان على موقع الاتحاد الدولي للتزلج (التزلج الريفي) (الإنجليزية)
- دينيسي هيرمان على موقع اللجنة الأولمبية الدولية (الإنجليزية)
- دينيسي هيرمان على موقع أوليمبيديا (الإنجليزية)
- دينيسي هيرمان على موقع اللجنة الأولمبية الألمانية (الألمانية)